# سامبهو ناث دي
سامبهو ناث دي (بالإنجليزية: Sambhu Nath De)‏ (1 فبراير 1915 - 15 أبريل 1985) هو عالم طبي وباحث هندي، اكتشف ذيفان الكوليرا، وأظهر بنجاح طريقة انتقال مرض الكوليرا الضمة الكوليرية. 

## النشأة
ولد سامبهو ناث دي في مقاطعة هوغلي، غرب البنغال، الهند. لم يكن والده رجل أعمال ناجحًا. بدعم من عمه أسوتوش دي، أكمل امتحان شهادة الثانوية العامة بامتياز من مدرسة جارباتي الثانوية التي ساعدته في الحصول على منحة المنطقة وكذلك متابعة التعليم الإضافي في كلية هوغلي محسن، التي كانت تابعة لجامعة كلكتا المرموقة. تلقى تعليمه العالي بدعم من كيستودان سيث، الذي رأي بأنه طالب استثنائي. اجتاز امتحان البكالوريوس في عام 1939 من كلية الطب في كلكتا وأكمل دبلوم في طب المناطق الحارة في عام 1942. بعد التخرج بفترة وجيزة التحق بكلية الطب في كلكتا كمحاضر في علم الأمراض وبدأ بحثه تحت إشراف البروفيسور ب. تريبيدي. في عام 1947، انضم كطالب دكتوراه تحت السير روي كاميرون في قسم التشريح المرضي، كلية الطب بالمستشفى الجامعي، لندن، وحصل على درجة الدكتوراه في علم الأمراض في عام 1949. بعد عودته، عمل على إكتشاف أسباب الكوليرا وبدأ نشر نتائجه. في عام 1955، أصبح رئيس قسم علم الأمراض والجراثيم في كلية الطب في كلكتا، واستمر حتى تقاعده. نشر دي أكثر من 30 ورقة بحثية وكتب دراسة ممتازة عن الكوليرا ومرضها.

## التقاعد والوفاة
تقاعد في عام 1973 من كلية الطب في كلكتا عن عمر يناهز 58 عامًا. بعد تقاعده، لم يُظهر أي اهتمام بالمناصب العليا ولكنه واصل بحثه في معهد بوز في كلكتا. لم يتقدم في تنقية سم الكوليرا أكثر من ذلك لأن تقنية تنقية البروتين لم تكن راسخة في إعدادات أبحاثه. خلال فترة بحثه، عمل مع السلالات الكلاسيكية المنتجة للسموم المفرطة من نمط الكوليرا O1، والتي تم استبدالها فجأة بنمط El Tor الحيوي في كلكتا منذ عام 1963. كان هذا التطور الجديد سببًا آخر لعدم تمكنه من الاستمرار.
في عام 1978 ، دعت مؤسسة نوبل دي للمشاركة في ندوة نوبل الثالثة والأربعين حول الكوليرا والإسهال المرتبط بها.
توفي في 15 أبريل 1985 عن عمر يناهز 70 عامًا. كان طموح حياته هو جعل العالم مكانًا أفضل للعيش فيه من خلال خدماته المتفانية في العلوم الطبية.